# Ovsiřík
Ovsiřík (Ventenata) je rod trav, tedy z čeledi lipnicovitých (Poaceae). Jedná se o jednoleté byliny. Jsou slabě trsnaté. Stébla dorůstají výšek zpravidla 10 až 70 cm. Čepele listů jsou skládané nebo svinuté, úzké, dosahují šířky jen 1–2,5 mm, na vnější straně listu se při bázi čepele nachází jazýček. Květy jsou v kláscích, které tvoří latu (staženou či nikoliv) nebo jednoduchý hrozen. Klásky jsou zboku smáčklé, vícekvěté (zpravidla 2-7 květů), ale horní květ někdy bývá sterilní. Na bázi klásku jsou dvě plevy, které jsou nestejné, bez osin. Pluchy jsou často dvouzubé, vzácně nedělené, spodní plucha bez osiny, ale někdy jsou dva zuby prodlouženy ve dvě štětiny, vyšší pluchy osinaté, (osiny kolénkaté), a kromě toho se dvěma štětinami vyrůstající z vrcholových zubů pluchy. Plušky jsou dvoukýlné. Plodem je obilka. Celkově jsou známo asi 5 druhů, které se vyskytují v jižní části Evropy, jedná se o suchomilné druhy.

## Druhy rostoucí v Česku
V České republice roste pouze jeden druh z rodu ovsiřík, a to ovsiřík štíhlý (Ventenata dubia). Roste na suchých stráních mezích a okrajích polí teplých oblastí ČR. Dříve se vyskytoval roztroušeně, ve 21. století je to vzácný a kriticky ohrožený (C1) druh.